# Szczur indochiński
Szczur indochiński (Rattus andamanensis) – gatunek ssaka z podrodziny myszy (Murinae) w obrębie rodziny myszowatych (Muridae), występujący w Azji Południowo-Wschodniej.

## Zasięg występowania
Szczur indochiński występuje we wschodnim Nepalu, północno-wschodnich Indiach, Bhutanie, południowej Chińskiej Republice Ludowej (w tym Hongkong i Hajnan), północnej i wschodniej Mjanmie, północno-środkowej Tajlandii, północnym i wschodnim Laosie, Wietnamie, południowej Kambodży, na Andamanach (Andaman Północny, Interview, Andaman Środkowy, Long, Henry Lawrence Island, Havelock Island, Andaman Południowy i Mały Andaman), na Kar Nikobar i kilku wyspach na wschodnim wybrzeżu półwyspowej części Tajlandii (Ko Tao, Phangan, Ko Samui i Ko Kra); być może występuje też w północnym Bangladeszu.

## Taksonomia
Gatunek po raz pierwszy zgodnie z zasadami nazewnictwa binominalnego opisał w 1860 roku brytyjski zoolog Edward Blyth nadając mu nazwę Mus (Leggada?) andamanensis. Holotyp pochodził z Andamanu Południowego, na Andamanach, w Indiach.
We wcześniejszych ujęciach systematycznych w odniesieniu do tego gatunku używano nazw R. sikkimensis i R. remotus, ale najstarszą dostępną nazwą jest R. andamanensis. Jego umiejscowienie w grupie gatunkowej w obrębie Rattus jest niepewne, ale jest taksonem siostrzanym kladu zawierającego grupy gatunkowe rattus i exulans. Autorzy Illustrated Checklist of the Mammals of the World uznają ten takson za gatunek monotypowy.

### Etymologia
- Rattus: łac. rattus „szczur”[17].
- andamanensis: Andamany, Ocean Indyjski[18].

## Morfologia
Długość ciała (bez ogona) 155–200 mm, długość ogona 185–240 mm, długość ucha 23–25 mm, długość tylnej stopy 32–37 mm; masa ciała 100–150 g.

## Biologia
Szczur ten prowadzi nadrzewny tryb życia, zamieszkuje lasy i ich obrzeża. Nie unika obszarów rolniczych, bywa spotykany w pobliżu domów ludzkich. Spotykany od poziomu morza do 2000 m n.p.m.

## Populacja
Szczur indochiński jest uznawany za gatunek najmniejszej troski, ze względu na szeroki zasięg występowania, obejmujący kilka obszarów chronionych. Ocenia się, że ma także dużą liczebność. Jest dość odporny na zmiany środowiska.